# ديفيد مونتجومري
ديفيد مونتجومري (بالإنجليزية: David Montgomery)‏ هو مصور أمريكي، ولد في 8 فبراير 1937 في بروكلين في الولايات المتحدة.

## وصلات خارجية
- ديفيد مونتجومري على موقع ميوزك برينز (الإنجليزية)
- ديفيد مونتجومري على موقع ديسكوغز (الإنجليزية)